# Martha Cunz

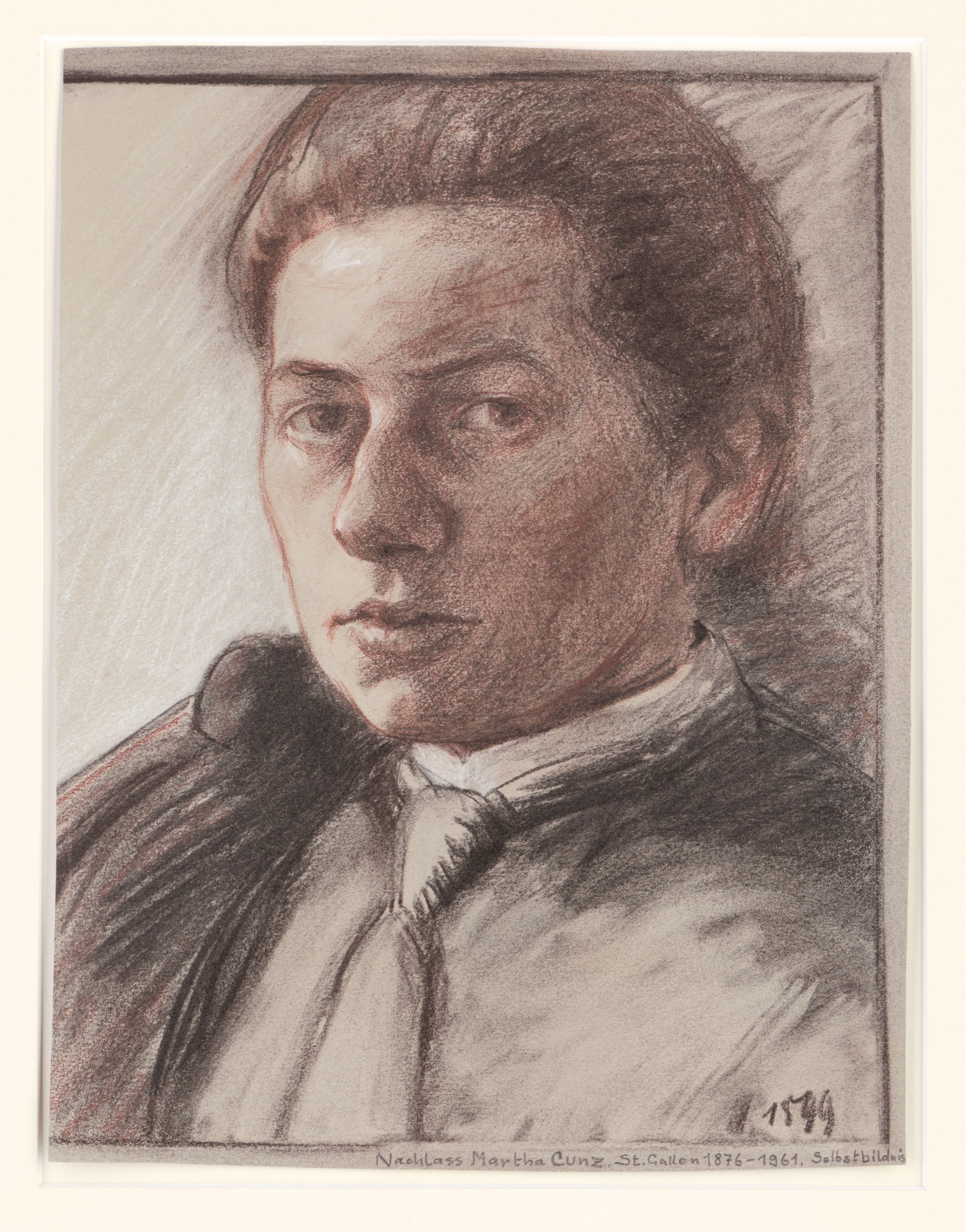
Martha Cunz, Selbstporträt im Alter von 23 Jahren

Martha Cunz (* 24. Februar 1876 in St. Gallen; † 15. Mai 1961) war eine Schweizer Holzschneiderin, Lithografin, Malerin und Zeichnerin.

## Leben
Cunz wuchs in St. Gallen zusammen mit drei Geschwistern in gutbürgerlichen Verhältnissen auf. Ihren ersten Unterricht erhielt sie von Johannes Stauffacher an der St. Galler Zeichenschule für Industrie und Gewerbe und von Oscar Huguenin in einem Mädchenpensionat in Bôle (NE). Ab 1893 kopierte sie im Kunstmuseum in St. Gallen Alte Meister und wurde dabei von Emil Rittmeyer angeleitet. Durch die Vermittlung Rittmeyers und des Münchner Malers Max Josef Pitzner kam Martha Cunz im Frühling 1896 zu Adolf Hölzel nach Dachau. Nach einem Semester wechselte sie an die Künstlerinnenschule in München, wo Ludwig Schmid-Reutte und Christian Landenberger ihre Lehrer wurden. 1898 absolvierte sie ein Malsemester bei Peter Paul Müller. 1900 weilte sie in Paris, um an der Schule von Luc-Olivier Merson und Lucien Simon zu studieren.
Den für ihre spätere künstlerische Tätigkeit entscheidenden Impuls erhielt die angehende Holzschneiderin 1901 anlässlich eines Litho-Kurses beim Münchner Grafiker Ernst Neumann. Im Winter 1901–02 entstand der erste eigenständige Farbholzschnitt mit dem Titel Abend, eine Ansicht der verschneiten Stadt St. Gallen. Schon kurze Zeit nach dem Kurs bei Neumann fand Cunz zu ihrem eigenen Stil. Die Künstlerin konnte sich schnell eine dominierende Stellung innerhalb der Gruppe der Münchner Holzschneider erobern. 1903 war sie Gründungsmitglied der deutschen Vereinigung Graphik und des von Albert Welti initiierten grafischen Vereins Die Walze. Im April 1905 wurden ihre Farbholzschnitte zusammen mit Arbeiten von Wassily Kandinsky und anderen Münchner Künstlern erstmals in der Zeitschrift Deutsche Kunst und Dekoration publiziert; mit dem 1904 entstandenen Blatt Blick auf den Säntis beeinflusste sie nachweislich Kandinsky in zwei Murnau-Landschaften von 1909. Hugo Siegwart schuf 1906 eine Bildnisbüste von Cunz.
1904 und 1911 reiste die Künstlerin nach Holland, 1914 folgte eine Italienreise. Bis zum Ausbruch des Ersten Weltkriegs lebte und arbeitete Cunz in München und kehrte nur für alljährliche Malaufenthalte in den Bergen in die Schweiz zurück. 1920 liess sie sich bei ihrem Elternhaus in St. Gallen ein Atelier bauen und wohnte bis zum Tod mit ihrer Schwester Clara zusammen. 1927 entstand der letzte von insgesamt 71 Holzschnitten, der – wie der erste von 1901–02 – die winterliche Stadt St. Gallen zum Thema hat. Das lithografische Schaffen (überwiegend Auftragsarbeiten) dauerte bis 1931. Während der nächsten zwanzig Jahre widmete sie sich der Malerei und fertigte hauptsächlich Landschaften und Porträts an.

## Werk
Die Bedeutung des Œuvres von Cunz liegt im Holzschnitt, vor allem dem japanisierenden Vielfarbenholzschnitt. Ihr geschlossenes und umfangreiches Werk findet sich in der Schweiz. Obschon sie zur zweiten Generation der Münchner Holzschneider gehört, hat sie einen – auch im internationalen Vergleich – wesentlichen Beitrag zur Erneuerung der Künstlergrafik im frühen 20. Jahrhundert geleistet. Cunz’ Werke zeichnen sich durch das Spiel zart abgestufter und doch klar gegeneinander abgesetzter Farbflächen aus, die sich vielfältig überschneiden und durchdringen. Ihrem Stil blieb die Künstlerin treu. Nie veränderte sie die naturgegebene Form und Farbe, gab ihr aber durch die Vereinfachung in wenige Flächen und Kontraste Eigenständigkeit. Für den expressionistischen Holzschnitt habe Cunz wenig Verständnis gehabt und verschloss sich in der Regel neuen Tendenzen. Sie blieb beim Farbholzschnitt und seiner dekorativen Ausdrucksmöglichkeit und erreichte in dieser Technik ihre gültigste Aussage.
1937 wurden in der Nazi-Aktion „Entartete Kunst“ nachweislich aus dem Museum Folkwang Essen ihr Holzschnitt Regenbogen beschlagnahmt und vernichtet.